# Chromidotilapia cavalliensis
Chromidotilapia cavalliensis är en fiskart som först beskrevs av Thys van den Audenaerde och Loiselle, 1971.  Chromidotilapia cavalliensis ingår i släktet Chromidotilapia och familjen Cichlidae. IUCN kategoriserar arten globalt som sårbar. Inga underarter finns listade i Catalogue of Life.